# T. J. Mulock
Travis James „T. J.“ Mulock (* 25. Juni 1985 in Langley, British Columbia) ist ein deutsch-kanadischer Eishockeyspieler, der zuletzt bis Sommer 2022 bei den Straubing Tigers aus der Deutschen Eishockey Liga (DEL) unter Vertrag gestanden und dort auf der Position des Centers gespielt hat. Zuvor war Mulock bereits für die Eisbären Berlin und Kölner Haie in der DEL aktiv. Mit den Eisbären gewann er zwischen 2011 und 2013 dreimal in Folge die Deutsche Meisterschaft. Sein älterer Bruder Tyson Mulock war ebenfalls professioneller Eishockeyspieler.

## Karriere
Mulock, dessen Großvater mütterlicherseits nach dem Zweiten Weltkrieg von Deutschland nach Kanada auswanderte, begann seine Karriere in der Western Hockey League (WHL), in der er von 2001 bis 2003 für die Vancouver Giants und Regina Pats spielte. In der Saison 2005/06 war der Center zudem für die Kamloops Blazers aktiv. Zwischenzeitlich stand der Kanadier von 2003 bis 2005 zwei Jahre lang in der British Columbia Hockey League (BCHL) für die Surrey Eagles auf dem Eis. Im Sommer 2006 wechselte Mulock in die deutsche Eishockey-Oberliga zu den Ratinger Ice Aliens, von dort er nach deren finanziellen Schwierigkeiten zum EC Bad Tölz wechselte. Mit den Tölzer Löwen stieg er schließlich in der Saison 2007/08 aus der Drittklassigkeit in die 2. Bundesliga auf. Obwohl die Löwen wegen finanziellen Problemen die Liga nach der Saison 2008/09 direkt wieder verlassen mussten, war Mulock in seiner ersten Zweitligaspielzeit unter den zehn besten Scorern der Liga und mit Abstand punktbester Spieler seiner Mannschaft, die nach der Hauptrunde den zweiten Rang belegte.

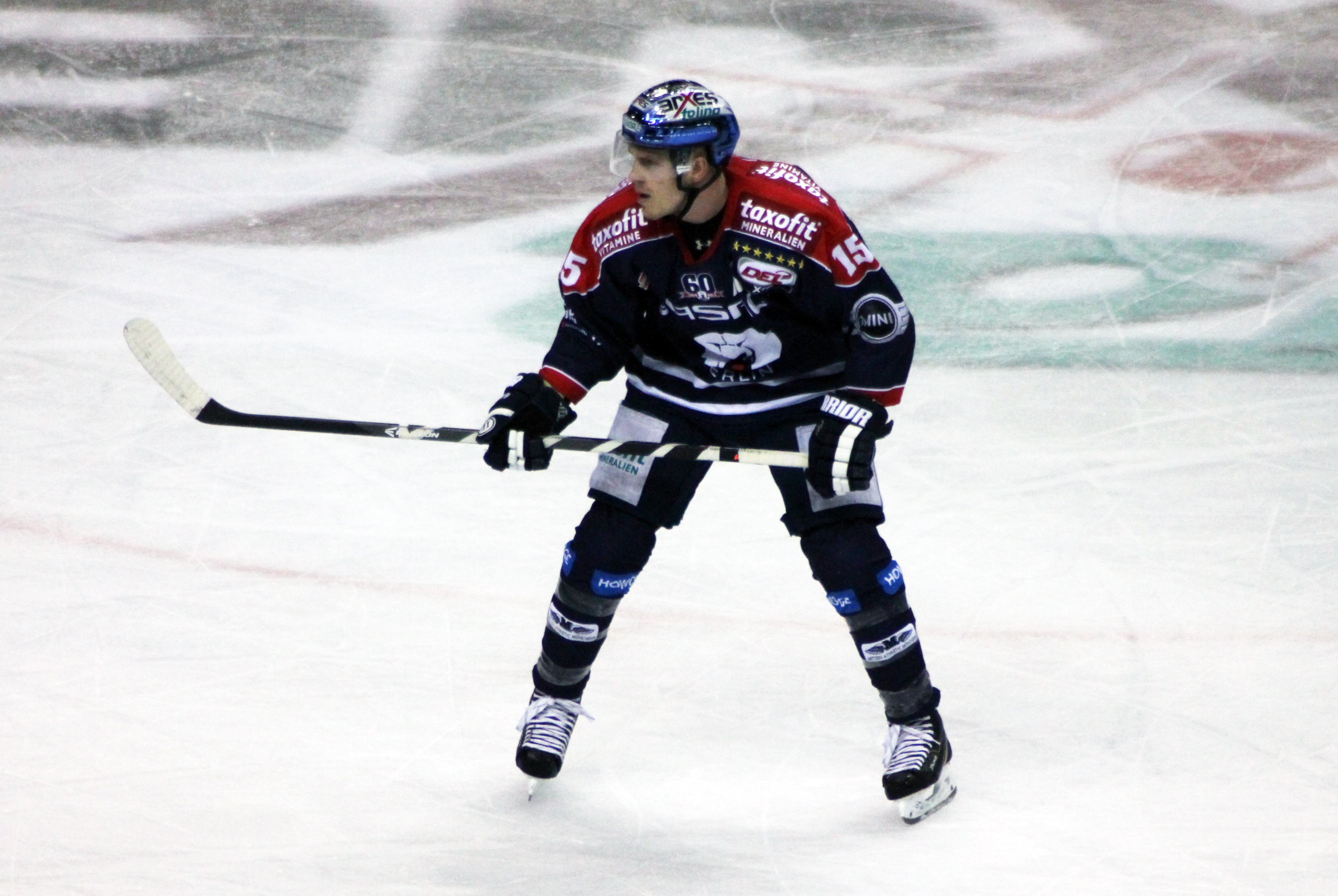
Mulock im Trikot der Eisbären Berlin (2015)

Von der Saison 2009/10 an spielte er für die Eisbären Berlin aus der Deutschen Eishockey Liga (DEL), wo bereits sein älterer Bruder Tyson von 2007 bis 2013 unter Vertrag stand. Er erzielte in seiner ersten DEL-Spielzeit mehr als 40 Punkte und war mit 20 Toren hinter André Rankel der zweitbeste Torschütze der Eisbären. Zwar verpasste er in dieser Spielzeit den Deutschen Meistertitel, weil man als Vorrundensieger in den Playoffs überraschend den Augsburger Panthern unterlag. Er konnte jedoch mit dem Klub aus der Hauptstadt das in den Monaten August und September 2010 durchgeführte internationale Turnier der European Trophy 2010 gewinnen. Die Eisbären konnten sich in den vier Jahren der Durchführung der European Trophy jeweils für die Teilnahme qualifizieren und Mulock ist mit den 31 Punkten, die er in dem Wettbewerb über diesen Zeitraum erzielte, der punktbeste Spieler der European Trophy.
In der Spielzeit 2010/11 bildete er mit Stefan Ustorf und André Rankel in den Playoffs die erfolgreichste Angriffsreihe der Berliner (53 Punkte) und leistete damit einen wichtigen Beitrag zu seinem ersten Deutschen Meistertitel. In der Folgesaison 2011/12 gewannen die Berliner ihren Meistertitel im Playoff-Finale gegen die Adler Mannheim. Dabei gilt insbesondere vierte Spiel in der Serie als prägend, als Mannheim im letzten Drittel bereits mit 5:2 führte und kurz vor dem Titelgewinn standen. Die Berliner drehten die Partie jedoch und gewannen mit 6:5 in der Verlängerung. Mulock war dabei der entscheidende Torschütze. Bei seiner dritten Meisterschaft 2012/13 war Mulock wieder zusammen mit André Rankel der punktbeste Spieler seiner Mannschaft und erzielte im Finalspiel gegen die Kölner Haie auch das Tor zum vorentscheidenden 3:1. In der Spielzeit 2013/14 war Mulock dann nochmal mit 48 Punkten der beste Scorer der Eisbären.
Nach der Spielzeit 2015/16 verließ Mulock die Eisbären und wechselte zum DEL-Konkurrenten Kölner Haie. Im April 2018 gaben die Straubing Tigers Mulocks Verpflichtung bekannt, für die er bis 2022 in der DEL auflief. Zwar konnte Mulock bei seinen beiden Folgestationen nicht mehr die Punktzahlen wie bei den Eisbären Berlin erreichen, aber seine vier Jahre in Straubing gehören zu den erfolgreichsten des Vereins aus Niederbayern. Die Tigers erreichten ab der Spielzeit 2019/20 mindestens den vierten Platz nach der Hauptrunde und qualifizierten sich somit stets für die Playoffs.

### International
Mulock wurde Anfang Februar 2009 erstmals vom deutschen Bundestrainer Uwe Krupp für das Olympia-Qualifikationsturnier im selben Monat nominiert. Dabei erzielte er seinen ersten Länderspieltreffer beim abschließenden 2:1-Sieg über Slowenien. Zudem nahm der Stürmer mit der deutschen Nationalmannschaft an der Weltmeisterschaft 2009 teil.

## Erfolge und Auszeichnungen
| - 2008 Aufstieg in die 2. Bundesliga mit dem EC Bad Tölz - 2008 Topscorer der Oberliga-Playoffs - 2008 Bester Vorlagengeber der Oberliga-Playoffs - 2009 Spieler des Jahres der 2. Bundesliga - 2010 DEL-Rookie des Jahres | - 2010 European-Trophy-Gewinn mit den Eisbären Berlin - 2011 Deutscher Meister mit den Eisbären Berlin - 2012 Deutscher Meister mit den Eisbären Berlin - 2013 Deutscher Meister mit den Eisbären Berlin |

### International
- 2002 Silbermedaille bei der World U-17 Hockey Challenge

## Karrierestatistik
Stand: Ende der Saison 2021/22

### International
| Vertrat Kanada bei: - World U-17 Hockey Challenge 2002 | Vertrat Deutschland bei: - Qualifikationsturnier für die Olympischen Winterspiele 2010 - Weltmeisterschaft 2009 - Olympischen Winterspielen 2010 |

(Legende zur Spielerstatistik: Sp oder GP = absolvierte Spiele; T oder G = erzielte Tore; V oder A = erzielte Assists; Pkt oder Pts = erzielte Scorerpunkte; SM oder PIM = erhaltene Strafminuten; +/− = Plus/Minus-Bilanz; PP = erzielte Überzahltore; SH = erzielte Unterzahltore; GW = erzielte Siegtore; 1 Play-downs/Relegation; Kursiv: Statistik nicht vollständig)